# Kwangbok (metropolitana di Pyongyang)
La stazione Kwangbok (광복역?, 光復驛?) è il capolinea occidentale della linea Hyŏksin della metropolitana di Pyongyang.

## Storia
La stazione entrò in servizio il 9 settembre 1978, all'apertura della tratta da Hwanuggumbol della linea Hyŏksin.